# Pygoscelis
Pygoscelis là một chi chim trong họ Spheniscidae.

## Các loài
- Pygoscelis papua
- Pygoscelis antarctica
- Pygoscelis adeliae

### Các loài tuyệt chủng
- Pygoscelis tyreei
- Pygoscelis calderensis
- Pygoscelis grandis